# De meteropnemer
De meteropnemer is een hoorspel van Milan Uhde. Der Gasmann werd op 31 januari 1968 door de Westdeutscher Rundfunk uitgezonden. Gérard van Kalmthout vertaalde het en de KRO zond het uit in het programma Dinsdagavondtheater van dinsdag 9 juni 1970. De regisseur was Léon Povel. Het hoorspel duurde 29 minuten.

## Rolbezetting
- Bob de Lange (de meteropnemer)
- Willy Brill (stem)

## Inhoud
Hoewel gas, elektriciteit en water reeds lang zijn afgesloten, gaat de meteropnemer rond en biedt de klanten astronomisch hoge rekeningen aan. Daarbij houdt hij zich tegelijk bezig met detectivewerk: hij doorzoekt de huizen, test de temperatuur van gasbranders en gloeilampen om te zien of niet heimelijk leidingen worden afgetapt, zoekt naar glazen die er zouden kunnen op wijzen dat er ook heimelijk wordt uit gedronken. Niemand ontkomt aan zijn aanmatigend geweld, dat niets anders belichaamt dan het gezag dat de staatsburgers slechts als object voor reglementen en bevelen beschouwt. Een parabel dus en tegelijk een bitter-toornige politieke satire, die cynisch waarschuwt voor een diepgaande staatsinmenging in de intieme familiale sfeer…